# Víctor Mollejo
Víctor Mollejo Carpintero (La Villa de Don Fadrique, 2001. január 21. –) Spanyol utánpótlás-válogatott labdarúgó, a Mallorca játékosa kölcsönben az Atlético Madird csapatától.

## Klubkarrier
Alcázar de San Juan , Ciudad Real, de a Villa de Don Fadrique-ben, Toledóban született. Mollejo 2010-ben csatlakozott az Atlético Madrid ifjúsági csapatához, a CD Villa de Don Fadrique-től.

### Atlético Madrid B
2018. augusztus 26-án mutatkozott be a csapatban, AD Unión Adarve elleni 1–1-es bajnoki (Segunda División B) mérkőzésen. Az első gólját szeptember 23-án szerezte a CDA Navalcarnero ellen, egy 4–2-re megnyert vendégbeli mérkőzésen.

### Atlético Madrid
2019. január 19-én 17 évesen és 363 naposan azaz felnőtt kora előtt két nappal, mutatkozott be a felnőtt csapatba is. Az SD Huesca elleni 3–0-ra megnyert vendégbeli összecsapáson, a 72. percben Kokét váltotta. Szeptember 2-án egy szezonra kölcsönbe került a Deportivo La Coruña csapatához. 2020. október 5-én kölcsönbe került egy szezonra a Getafe csapatához.

## Statisztika
2019. május 7-i állapot szerint.
| Klub              | Szezon           | Liga               | Liga  | Liga  | Kupa  | Kupa  | Európa | Európa | Egyéb | Egyéb | Összes | Összes |
| Klub              | Szezon           | Bajnokság          | Mérk. | Gólok | Mérk. | Gólok | Mérk   | Gólok  | Mérk. | Gólok | Mérk.  | Gólok  |
| ----------------- | ---------------- | ------------------ | ----- | ----- | ----- | ----- | ------ | ------ | ----- | ----- | ------ | ------ |
| Atlético Madrid B | 2018–19          | Segunda Division B | 27    | 6     | —     | —     | —      | —      | —     | —     | 27     | 6      |
| Atlético Madrid B | Összesen         | Összesen           | 27    | 6     | —     | —     | —      | —      | —     | —     | 27     | 6      |
| Atlético Madrid   | 2018–19          | LaLiga             | 3     | 0     | 0     | 0     | 0      | 0      | 0     | 0     | 3      | 0      |
| Atlético Madrid   | Összesen         | Összesen           | 3     | 0     | 0     | 0     | 0      | 0      | 0     | 0     | 3      | 0      |
| Karrier Összesen  | Karrier Összesen | Karrier Összesen   | 30    | 6     | 0     | 0     | 0      | 0      | 0     | 0     | 30     | 6      |

## Sikerei, díjai
- Spanyolország U19
  - U19-es labdarúgó-Európa-bajnokság: 2019